# قندل
القندل أو القرام (الاسم العلمي: Rhizophora) هي جنس من النبات يتبع فصيلة حاملات الجذور من رتبة الملبيغيات.

## أنواع الريزوفورة
- قندل توملنسوني (الاسم العلمي:Rhizophora x tomlinsonii)
- قندل جنوبي (الاسم العلمي:Rhizophora australis)
- قندل حمر (الاسم العلمي:Rhizophora mangle)
- قندل رهيدي (الاسم العلمي:Rhizophora rheedii)
- قندل ساموي (الاسم العلمي:Rhizophora samoensis)
- قندل سميك الساق (الاسم العلمي:Rhizophora pachypoda)
- قندل صغير الأزهار (الاسم العلمي:Rhizophora parviflora)
- قندل صوفي البتلة (الاسم العلمي:Rhizophora eriopetala)
- قندل عريض الأوراق (الاسم العلمي:Rhizophora latifolia)
- قندل عشري السداة (الاسم العلمي:Rhizophora decandra)
- قندل قرن الماعز (الاسم العلمي:Rhizophora aegiceras)
- قندل قلمي (الاسم العلمي:Rhizophora stylosa)
- قندل قليل الأزهار (الاسم العلمي:Rhizophora pauciflora)
- قندل كبيبي (الاسم العلمي:Rhizophora glomerulata)
- قندل لاماركي (الاسم العلمي:Rhizophora lamarckii)
- قندل متفرع (الاسم العلمي:Rhizophora racemosa)
- قندل متقابل الذرى (الاسم العلمي:Rhizophora apiculata)
- قندل مفلطح (الاسم العلمي:Rhizophora obtusa)
- قندل مؤنف (الاسم العلمي:Rhizophora mucronata)
- قندل هاريسوني (الاسم العلمي:Rhizophora x harrisonii)
- (الاسم العلمي:Rhizophora polandra)
- (الاسم العلمي:Rhizophora rugens)
- (الاسم العلمي:Rhizophora selala)
- (الاسم العلمي:Rhizophora x annamalayana)